# Amphipneustes tumescens
Amphipneustes tumescens is een zee-egel uit de onderorde Paleopneustina. Voor de taxonomische positie, zie onder het geslacht.
De wetenschappelijke naam van de soort werd in 1926 gepubliceerd door René Koehler.